# Localități din Voivodina cu comunități importante de români
Aceasta este o listă de comune din Voivodina cu comunități importante de români, ordonate în funcție de mărimea comunității române.
- Alibunar (sâr. Алибунар)
- Vârșeț (sâr. Vršac/Вршац)
- Panciova (sâr. Pančevo/Панчево)
- Becicherecul Mare (sâr. Zrenjanin/Зрењанин)
- Covăcița (sâr. Kovačica/Ковачица)
- Jitiște (sâr. Žitište/Житиште)
- Cuvin (sâr. Kovin/Ковин)
- Apatin (sâr. Апатин)
- Biserica Albă (sâr. Bela Crkva/Бела Црква)
- Plandiște (sâr. Plandište/Пландиште)
- Novi Sad (sâr. Нови Сад)